# 중화민국 해군부
해군부(海軍部)는 중일 전쟁 사이에 운영하였던 중화민국 국민정부 군정부 산하 중화민국 해군의 행정기관이다.

## 역사
1928년 12월 1일, 국민정부가 군정부 산하 해군서(海軍署)로서 설립하고 천사오콴을 서장으로 임명하였다. 이듬해  1929년 4월, 국민정부에서 해군부(海軍部)로의 승격을 명령하였다. 천샤오쿠안의 후임으로 량슈좡이 해군총장이자 푸젠성 정부주석으로 임명되었다. 천사오콴의 직위는 서장에서 옮겨졌으나, 이듬해 해군총장이 되었다.
중일 전쟁이 발발한 1937년에 일본 제국 해군에게 거의 모든 군함을 잃고 중국 해역의 재해권을 빼앗겼다. 기관이 제기능을 할 수 없게 되면서 폐지되고, 1938년 1월 1일에 국민정부 군사위원회 해군총사령부로 병합되었다.

## 장관
1. 천사오콴(중국어판); 1928년 12월 1일 ~ 1930년
2. 량슈좡; 1929년 6월 1일 ~ 1930년 1월 1일
3. 천사오콴; 1930년

## 부서
| 1개 처, 5개 과(司), 장교(實際)와 보좌관(共有官佐) 32명，사병 15명. - 總務處 총무처 - 軍衡司 군위과 - 軍務司 군무과 - 艦械司 함역과 - 教育司 교육과 - 海政司 해정과 | 1개 청, 6개 과(司), 장교(實際)와 보좌관(共有官佐) 187명, 사병 129명 - 總務廳 총무청 - 軍衡司 군위과 - 軍務司 군무과 - 艦政司 선박행정과 - 軍學司 군학과 - 軍械司 군역과 - 海政司 해정과 |

## 예속부대
- 연습함대:  연습순양함 應瑞, 通濟, 靖安
- 제1함대
  - 순양함: 핑하이(일본어판), 닝하이(일본어판), 얏센(중국어판), 하이롱(중국어판), 하이치(중국어판)
  - 포함: 永健, 永績, 海鷗, 海鳧
  - 수송선: 普安, 華安, 定安
- 제2함대
  - 순양함: 다퉁(중국어판), 自強
  - 포함: 楚泰, 楚有, 楚謙, 楚觀, 楚同, 民權, 民生, 咸寧
  - 잠수포함: 永綏, 江元, 江貞
  - 수상기모함: 德勝, 威勝
  - 연안포함/모니터함: 江犀, 江鯤
- 제3함대: 1933년 7월 5일 난징군사위원회이 동북해군 재편 명령을 내리고 서열에 따라 제3함대로 재편되었다. 군함 13척에 항공기 8기 교도단 300명, 육전대 200명 구성되었다. 함대사령부는 웨이하이에 있었고, 베이핑군 분회의 관리를 맡았다.
- 제4함대: 광둥 해군 개편
- 어뢰유격함대
  - 구축함: 建康, 豫章
  - 어뢰정: 湖鄂, 湖鵬, 湖鷹, 湖隼
  - 辰, 宿, 列, 張
- 측량함대: 甘露, 皦日, 武勝, 青天, 慶雲, 景
- 순찰함대: 호위함/순방함/프리깃：順勝, 義勝, 公勝, 誠勝, 勇勝, 仁勝, 海鵠, 海鴻, 長風

## 같이 보기
- 중화민국 육군부